# Tallinn villamosvonal-hálózata
Tallinn villamosvonal-hálózata Észtország fővárosában, Tallinnban található villamoshálózat. Összesen 4 vonalból áll, a hálózat teljes hossza 19,7 km. Üzemeltetője a Tallinna Linnatranspordi AS.
A vágányok 1067 mm-es nyomtávolságúak, az áramellátás felsővezetékről történik, a feszültség 600 V egyenáram. 
A forgalom 1888. augusztus 24-én indult el.
Tallinn város 2024 áprilisában 22 darab lengyel gyártmányú Pesa Twist villamost rendelt, amelyek 2024 második felétől fognak forgalomba állni. Az új jármű tesztüzeme 2023 áprilisában kezdődött el Tallinnban.

## Viszonylatok
| Vonal | Útvonal            | Állomások száma |
| ----- | ------------------ | --------------- |
| 1     | Kopli ↔ Kadriorg   | 20              |
| 2     | Kopli ↔ Suur-Paala | 27              |
| 3     | Tondi ↔ Kadriorg   | 10              |
| 4     | Tondi ↔ Lennujaam  | 18              |